# Pinco

Il pinco o pinco genovese fu un tipo di nave mercantile a tre alberi a vela latina con prua a sperone e poppa a specchio. Ebbe larga diffusione nella marineria ligure tra la fine del XVII e l'inizio del XIX secolo. La sua portata andava dalle 50 alle 200 t. 

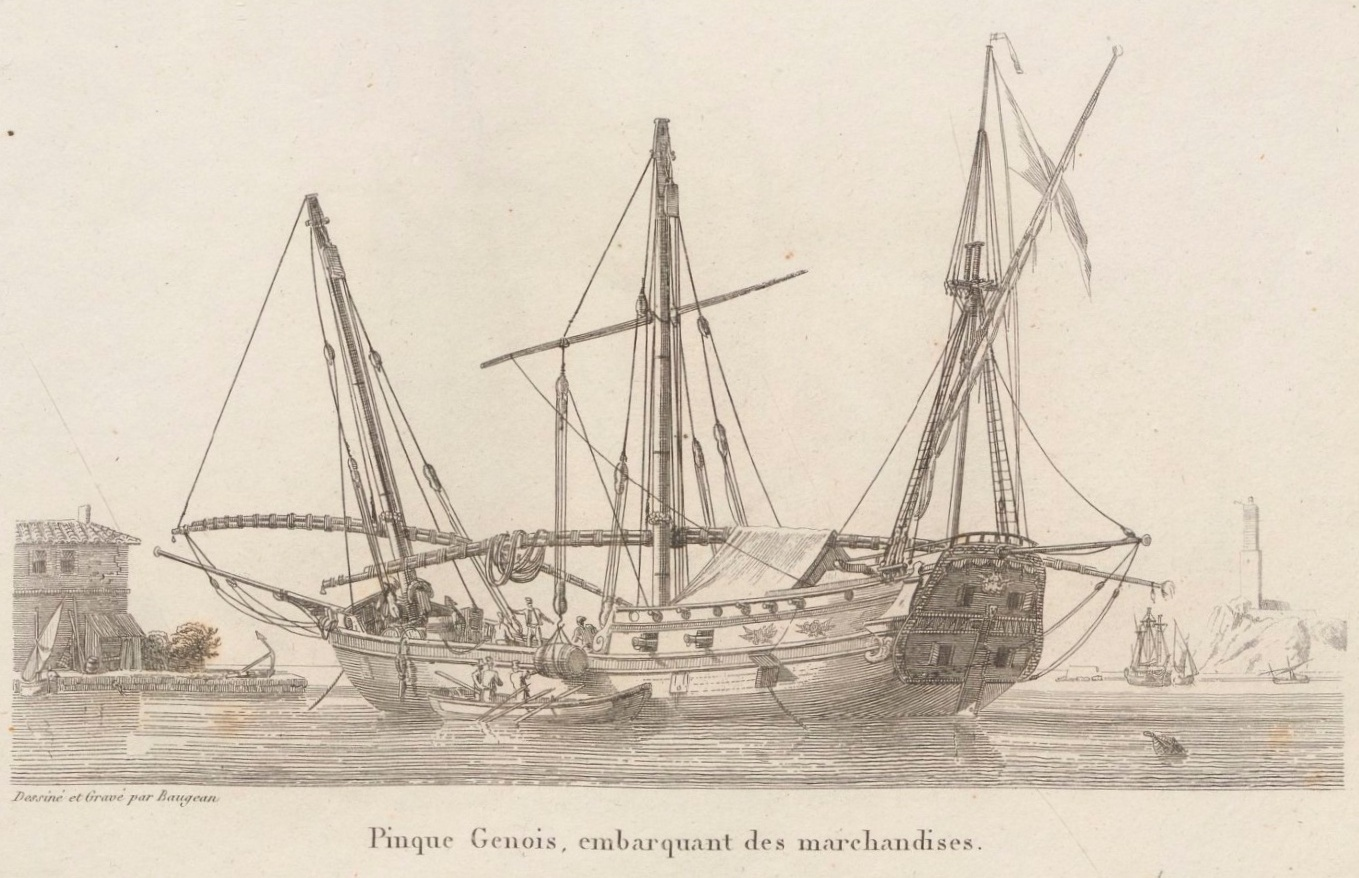
Pinco genovese.

## Descrizione
Il pinco era dotato di una seconda attrezzatura di vele quadre da sostituire alle vele latine per le andature portanti.
Il nome pinco potrebbe derivare dall'olandese pink che già nel medioevo designava una piccola imbarcazione da trasporto per certi versi simile al pinco e dalla quale quest'ultimo potrebbe essere in parte derivato.
Le ragioni del successo di questo tipo di imbarcazione per un periodo storico così circoscritto vanno ricercate nella sua economicità di gestione, versatilità, velocità e manovrabilità, doti che ne facevano anche un'unità efficace nella lotta contro i corsari barbareschi.